# Mura (Cison di Valmarino)
Mura è una frazione del comune di Cison di Valmarino in provincia di Treviso.

## Geografia fisica
Mura si trova sul fondo della Vallata, stretta tra la sponda destra del Soligo e le pendici del monte Pallone, modesta altura di 805 m s.l.m. compresa nelle prealpi Bellunesi.

## Monumenti e luoghi d'interesse
Si presenta come un caratteristico borgo rurale costituito da una rete di vicoli che collega fra loro antiche abitazioni e piccoli cortili.

### Chiesa di San Gottardo
Attestata dal 1319, conserva una bella pala di Francesco Frigimelica il vecchio (San Gottardo e San Floriano intercedono presso la Vergine Maria per la protezione degli armenti). Degni di nota sono anche gli affreschi del catino absidale (Trinità) e del soffitto (Ascensione di San Gottardo), attribuiti con una certa sicurezza a Egidio Dall'Oglio.
Il culto di San Gottardo, festeggiato il 5 maggio era particolarmente sentito dalla comunità locale in quanto protettore del bestiame.

### Capitello di San Liberale
Sorge sulle rive del Soligo. Si caratterizza per il piccolo porticato che serviva da riparo ai viandanti, oltre che a proteggere il pregevole ciclo di affreschi che lo decora. Vi sono raffigurati i santi maggiormente venerati nel luogo: san Cristoforo, san Nicola di Bari, la Madonna del Rosario tra san Rocco, san Domenico e santa Caterina, san Floriano, san Pietro, sant'Andrea, san Gaetano da Thiene, sant'Antonio da Padova e san Michele Arcangelo; in una nicchia si possono notare i resti di una lapidazione di santo Stefano. Sarebbero opera del fregonese Francesco Da Re, attivo nel Settecento.

### Capitello di San Giuseppe
Posto alla confluenza di cinque strade di campagna, compare già nelle mappe dell'Ottocento. Al suo interno si trova un quadro raffigurante San Giuseppe con in braccio Gesù Bambino, realizzato nel 1944 da Anna Gandin Toffolatti in sostituzione di un precedente dipinto perduto durante la Grande Guerra.
È tradizionale meta di pellegrini che vi confluiscono il 19 marzo per la recita del rosario.